# Elizabeth Hubbard
Elizabeth Hubbard (Nova Iorque, 22 de dezembro de 1933 – Roxbury, 8 de abril de 2023) foi uma atriz estadunidense, mais conhecida por seu papel como Dra. Althea Davis em The Doctors e a poderosa empresária Lucinda Walsh em As the World Turns. Também atuou em The Edge of Night, One Life to Live e Guiding Light.

## Morte
Hubbard morreu em 8 de abril de 2023 em Roxbury, aos 89 anos de idade, devido a um câncer.